# Municipio de Naupan
El municipio de Naupan es uno de los 217 municipios que conforman al estado mexicano de Puebla. Se localiza en la región Sierra Norte, al norte del estado. La cabecera de este municipio es la población del mismo nombre.

## Toponimia
El nombre de Naupan proviene del náhuatl Nayôpan, que significa sobre cuatro ríos. Deriva de las palabras nahui, cuatro; atl, agua y pan, sobre.

## Geografía
el municipio de Naupan se encuentra en la zona norte del estado y en sus límites con el estado de Hidalgo, formando parte de la Sierra Norte de Puebla. Tiene una extensión territorial de 61.271 kilómetros cuadrados que representan el 0.18% de la superficie total de Puebla, siendo sus coordenadas extremas 20°10′ - 20°18′ de latitud norte y 98°3′ - 98°10′ de longitud oeste; su altitud, marcada por su accidentado territorio, va de un máximo de 2 200 a un mínimo de 600 metros sobre el nivel del mar.
El territorio municipal limita al noroeste y norte con el municipio de Pahuatlán, al noreste con el municipio de Tlacuilotepec y al este y sur con el municipio de Huauchinango; al suroeste limita con el municipio de Acaxochitlán del estado de Hidalgo.

## Demografía
De acuerdo al último censo, realizado en 2010 por el Instituto Nacional de Estadística y Geografía; el municipio de Naupan posee una población de 9 707 habitantes, de los que 4 610 son hombres y 5 097 son mujeres.

### Localidades
El municipio tiene un total de 15 localidades. Las principales localidades y su población son las siguientes:
| Localidad       | Población |
| Total Municipio | 9 707     |
| Naupan          | 1 691     |
| Tlaxpanaloya    | 1 429     |
| Copila          | 1 406     |
| Iczotitla       | 1 369     |
| Chachahuantla   | 1 140     |
| Cueyatla        | 611       |

## Política
El gobierno del municipio de Naupan le corresponde a su ayuntamiento, que está conformado por el Presidente municipal, un síndico y el cabildo integrado por seis regidores; todos son electos por voto universal, directo y secreto para un periodo de cuatro años que pueden ser renovables para el periodo inmediato posterior por una única ocasión.

### Representación legislativa
Para la elección de diputados locales al Congreso de Puebla y de diputados federales a la Cámara de Diputados federal, el municipio de Naupan se encuentra integrado en los siguientes distritos electorales:
Local:
- Distrito electoral local de 1 de Puebla con cabecera en Xicotepec de Juárez.[5]

Federal:
- Distrito electoral federal 1 de Puebla con cabecera en la ciudad de Huauchinango.[6]

### Presidentes municipales
- (1999 - 2001): Claudio Cabrera Graciano
- (2002 - 2005): Gorgonio Martínez Muñoz
- (2005 - 2008): Marcelo Rodríguez Ramírez
- (2008 - 2011): Adán Bustamante Calva
- (2011 - 2014): Jaime Rodríguez Ramírez
- (2014 - 2018): Genaro Negrete Urbano[7]
- (2018 - 2021): Valerio Escorcia Calva
- (2021 - 2024): Jaime Rodríguez Ramírez